# Corpus Christi alla Garbatella
Corpus Christi alla Garbatella é uma igreja conventual localizada na Via Pomponia Grecina, 31, no bairro Garbatella, na região sul do quartiere Ostiense. Esta via sem saída é, de fato, um passeio de veículos até o portão do convento das clarissas capuchinhas, chamado Monastero Corpus Christi delle Monache Cappuccine ou Monastero del Corporis Christi. É dedicada ao Santíssimo Sacramento ("Corpus Christi").

## História
Em 1886, depois que as irmãs foram expulsas de seu convento no complexo que incluía o Palazzo Tagliacozzo e a igreja de Santa Chiara al Quirinale, ambos confiscados e demolidos pelo governo italiano para a construção de um parque (ainda hoje no local), elas se mudaram primeiro para um novo convento no rione Ludovisi, que na época estava em plena expansão. As obras começaram em 1904 e terminaram em 1910, com uma nova igreja dedicada ao Corpus Christi inaugurada em 1907. 
Contudo, este convento foi fechado depois do final da Segunda Guerra Mundial quando as freiras decidiram construir um terceiro convento mais recluso no bairro de Garbatella, no quartiere Ostiense. O convento em Ludovisi ficou vazio e os capuchinhos de San Lorenzo da Brindisi, nas imediações, decidiram mudar sua cúria geral para lá, uma mudança que só foi concluída em 1954 depois de uma reforma completa. Mais tarde, os frades também abandonaram a igreja e o convento em 1968, quando se mudaram para um novo convento nos subúrbios de Roma. Atualmente, o convento é atualmente a sede mundial da Ordem dos Frades Menores Capuchinhos, que rededicaram a igreja a Santa Maria Regina dei Minori, uma referência ao venerado ícone que ficava numa das capelas laterais na sua antiga igreja, Santa Maria della Concezione dei Cappuccini. 
As clarissas capuchinhas estão em Garbatella desde então. Desde 2015, são as únicas capuchinhas em Roma depois que o convento de Sant'Urbano ai Pantani foi suprimido.

## Descrição
O convento é um edifício estruturado de forma simétrica que compreende a capela num grande bloco na frente e duas alas laterais flanqueando um claustro logo atrás. No fundo deste último está uma passagem coberta e toda propriedade está rodeada por amplos jardins.
A planta da igreja é quase quadrada e ela ocupa uma posição central na frente do edifício. A fachada é muito simples, em tijolos aparentes com uma inscrição dedicatória abaixo da linha do teto e uma grande janela redonda recuada de moldura em degraus acima da porta. A entrada fica num pequeno pórtico. O campanário está no teto da ala direita do convento, para a direita, onde ele se liga à igreja. 